# Kiesel im k42
Der Kiesel im k42 ist eine Veranstaltungsstätte am Hafen in Friedrichshafen, die einem Bodenseekiesel nachempfunden wurde.

## Entstehung

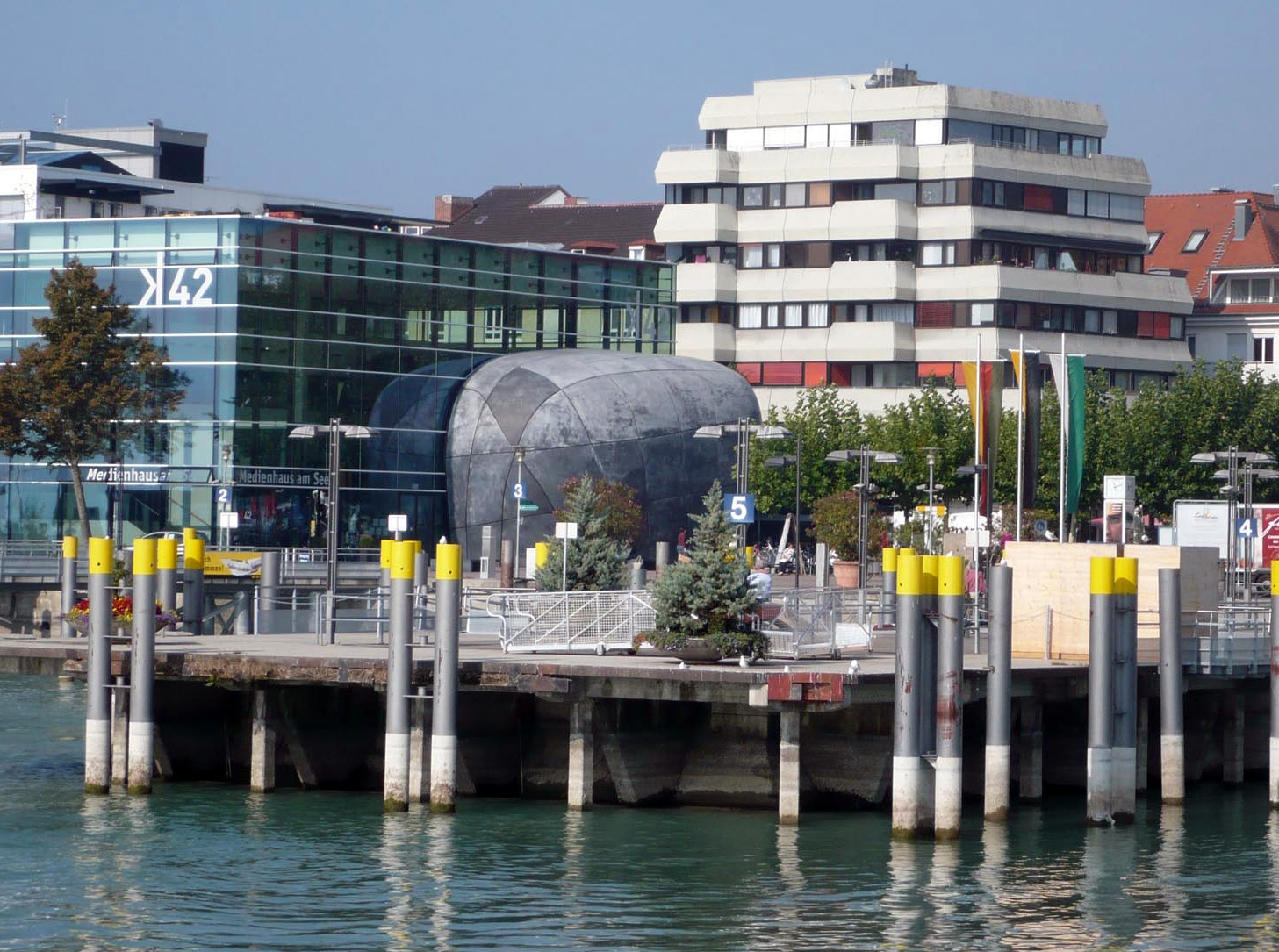
Kiesel im k42

Am 1. März 2007 wurde das Medienhaus am See k42 (für Karlstraße 42) in Friedrichshafen eröffnet. Zuvor hatte das Gebäude nacheinander verschiedene Funktionen gehabt; zuletzt war es Sitz der Kreissparkasse. 2002 beschloss der Gemeinderat, für die Neuausrichtung des Gebäudes gemeinsam mit dem Investor einen internationalen Architektenwettbewerb auszuschreiben. Nach Differenzen zwischen den Interessen des Investors und der Stadt wurde dieser Plan beigelegt. Matthäus Schmid Bauunternehmen (Baltringen) wurde neuer Investor. Die Architekten Braunger & Wörtz aus Ulm planten einen gestalterisch anspruchsvollen Umbau.
Das neue Gebäude basiert nun auf der funktionalen Grundstruktur des alten Gebäudes; es wurde entkernt und die Aufbauten entfernt. Eine durchsehbare Skelettstruktur entstand. In den Plänen der Architekten war von Anfang an ein Veranstaltungssaal vorgesehen, der eine „Unform“ haben sollte, die ein Gegengewicht zu den exakten Linien des Gebäudes darstellen würde. 2005 wählten die Architekten einen Bodenseekiesel zum Modell für diesen Saal. Der Name „Kiesel“ ist dem Raum seither erhalten geblieben. Die Außenhülle ist der Materialität eines Bodenseekiesels angepasst: Es sind unregelmäßige Schalen aus Glasfaserbeton. Da der Kiesel ein Prototyp ist, musste er im Maßstab 1:1 aus Schaumpolystyrol aufgebaut werden. Wie ein Puzzle wurde das Modell dann in ca. 100 Einzelteile zerlegt, die später als Formen für die Herstellung der Glasfaserbetonschale verwendet wurden. Der Kiesel ist seit seiner Fertigstellung der Blickfang am Hafen.

## Aktuelle Nutzung

Zuschauerraum Kiesel im K42

Im Inneren des Kiesels befindet sich eine technisch gut ausgestattete Studio-Bühne mit Platz für 100 Zuschauer. Diese ist neben dem Graf-Zeppelin-Haus und dem Bahnhof Fischbach die dritte feste Spielstätte des Kulturbüros Friedrichshafen. Das Programm beruht nahezu ausschließlich auf Gastspielen. Neben etwa 100 Veranstaltungen, die das Kulturbüro Friedrichshafen pro Jahr veranstaltet, wird ein kleinerer Teil vom Medienhaus programmiert.
Schwerpunktmäßig werden im Kiesel Schauspielinszenierungen, Lesungen und Konzerte angeboten, aber auch Tanz, Figurentheater, (Video-)Performances und Hörspiele. Daneben wächst seit 2008 ein Filmfestival („Jetzt oder nie!“) mit Arbeiten junger Filmemacher aus Deutschland, Österreich und der Schweiz. Ebenfalls seit 2008 gibt es ein sich stets erweiterndes theaterpädagogisches Angebot mit mehreren Jugendclubs und verschiedenen Workshops. Für das herausragende Angebot im Bereich Kinder- und Jugendtheater im Kiesel wurde Claudia Engemann vom Kulturbüro 2009 mit dem Veranstalterpreis der ASSITEJ ausgezeichnet.
Zu sehen waren im Kiesel bisher unter anderem: Die Schauspielinszenierungen „Glückliche Tage“ (Rehearsal Version) in der Regie von Peter Brook, „Leonce und Lena“ vom Schauspiel Essen in der Regie von David Bösch, „Sweet Hamlet“ vom Deutschen Schauspielhaus Hamburg in der Regie von Sebastian Nübling, „Schilf“ vom Münchner Volkstheater in der Regie von Bettina Bruinier, „Ein paar Leute suchen das Glück und lachen sich tot“ vom Staatstheater Stuttgart in der Regie von Annika Hartmann oder „Glückliche Tage“ vom Theater Dortmund in der Regie von Kay Voges.
Gelesen haben im Kiesel unter anderem Uwe Timm, Wladimir Kaminer, Stefan Aust, Josef Winkler, Sten Nadolny und Ismail Kadare. Das liquid loft ensemble aus Wien zeigte seine Produktion „running sushi“ und das POGO ensemble aus Köln „Ja, ja, der Jodok“. Bei der Eröffnung des k42 gab FM Einheit ein Konzert im Kiesel.
Schon mehrfach Gäste im Kiesel waren unter anderem außerdem Neville Tranter, Schauspiel Frankfurt, Schauspielhaus Bochum, Iris Meinhardt, Thalias Kompagnons, das Theater Heidelberg/zwinger 3, das Nationaltheater Mannheim/schnawwl und das Theater der Jungen Welt Leipzig.